# Candela (Itália)
Candela é uma comuna italiana da região da Puglia, província de Foggia, com cerca de 2.824 habitantes. Estende-se por uma área de 96 km², tendo uma densidade populacional de 29 hab/km². Faz fronteira com Ascoli Satriano, Deliceto, Melfi (PZ), Rocchetta Sant'Antonio, Sant'Agata di Puglia.
A cidade de Candela sofreu forte decrescimento demografico ao longo dos anos. Por esta razão,  em 2017, o então prefeito Nicola Gatta pensou em uma solução intrigante para atrair novos moradores para a cidade: pagar até 2000€ a quem se mudar para lá. Revitalizar o turismo é o próximo passo  Nicola Gatta quer recuperar o passado, ou, nas palavras do próprio, o “antigo esplendor”. Ou seja, quer retomar a vivacidade que a cidade tinha nos anos 1960, quando as ruas se enchiam de feirantes, turistas e vendedores.

## Demografia
| Variação demográfica do município entre 1861 e 2011                               |
|                                                                                   |
| Fonte: Istituto Nazionale di Statistica (ISTAT) - Elaboração gráfica da Wikipedia |